# けものひめ
けものひめは、2015年より株式会社YOSにより生産されている、ケモナー（人間のようにふるまう動物キャラに性的興奮を抱く嗜好のこと）向けのラブドールシリーズである。一般的なラブドールと比べると小型で、動物のぬいぐるみのような見た目をしており、部屋に置いてもカモフラージュできるように作られている。『けものひめ きつの』は、アダルトグッズ小売店団体である社団法人JARAより『アダルトグッズ・オブ・ザ・イヤー 2015年上半期』の特別賞を授与された。

## 歴史
けものひめの開発元である株式会社YOSは、他業種のメーカーがアダルト事業に着手するため立ち上げた子会社であった。同社はさまざまなアダルトグッズがあるなか、他社が作っているものと同様のものを作っても太刀打ちできないと考え、今までにない視点で製品を造れないか模索していた。リサーチの中でケモナーを対象としたアダルトグッズが存在しないことに気づいた同社は業界参入第一弾として、ケモナー向けの「究極のアダルトグッズ」としてラブドールを作ろうと考えた。
「けものひめ」の製造は工場探しより始められたが、オリジナルのぬいぐるみを作ってくれる工場はあってもアダルト商品として扱うぬいぐるみを作ってくれる工場はほとんど無く、工場側から「うちは子供に夢を売るために造っている。そんなものは造れない」と断られることもあった。開発チームはなんとかラブドールの製造を請け負ってくれる工場を見つけたものの、普通のぬいぐるみを製造している工場であったため、「そんなものが本当に売れるのか」と疑問がられることもあった。当初、開発チームはぬいぐるみに穴を開け、オナホールを入れることで商品を作ろうとしたものの、この製法ではホールがすぐに抜けてしまうためラブドールとしての使用が難しかった。また、ホールを差し込むだけで固定できるような素材を使えば、取り外しが煩雑になることが判明した。研究の末、開発チームはホールを袋に入れて挿入、内ボタンで留めるという方法を取ることで、抜けにくさと取り外しやすさの両立に成功した。開発のなかでドールのサイズは当初より一回り大きくなり、実用性が向上した。また、工場側の提案もあり、ぬいぐるみの手足と首、および尻尾は可動式となった。ホールを収める胴体部分が完成した後は原案イラストを再現するための試行錯誤が続き、製品の完成までには1年がかかった。こうして2015年3月にリリースされた第一弾『けものひめ　きつの』はインターネット上で思わぬ反響を呼び、公式サイトへのアクセス数はメーカーがサイバー攻撃を疑うほどの勢いで上昇した。
しかし、こうして寄せられた反響の中にはあまり芳しくないものも含まれており、その中でも「可愛くない」という意見が多く見られた。メーカーは非ケモナーである社内のデザイナーが原案イラストを描いたことが原因であったと考え、第二弾からは普段からケモノイラストを描いているイラストレーターに設定画を依頼することにした。第二弾の『アーニャ』は猫をモチーフとして作られ、ウィッグや胸をつけることにより『きつの』よりも女の子らしさを強調することに重点が置かれた。また、顔の造形にもできるだけこだわり、5‐6回の試作を通してマズル（鼻口部）の再現にも力が入れられた。こうして2015年10月に販売開始された『アーニャ』は前作以上のコストが掛かったものの、価格設定は『きつの』と同じに抑えられた。
第三段でも前作『アーニャ』に携わったイラストレーターが引き続き起用され、犬をモチーフとしたものが作られることが決定した。第三段『寧々』はマズルの立体性を出すために中身の素材を発泡スチロールに変更して作られたが、造形上、工場での大量生産が難しかったため、顔のみ職人が手作業で作ることとなった。また、造形をよりリアルにするため、今まで刺繍で描いていた目をファースーツのようにアクリル樹脂で作ることが提案され、前作・前々作と違い「目線を合わせる」ことがより容易になった。こうして作られた『寧々』は「シリーズの中でも突出して可愛い顔」となり、予想を超えた注文数を受け、在庫が短期間で無くなったことからメーカーは追加生産に追われることになった。

## 商品
特記がないかぎり、商品の説明は公式サイトを出典とするものとする。
ぬいぐるみの素材はすべてアクリル100パーセントであり、二代目から五代目までのデザインはイラストレーターのつじが、五代目の追加イラストと六代目のデザインはイラストレーターのほろくさが担当している。
第一弾『きつの』
キツネをモチーフとしている。
- 身長：60 cm
- バスト：34 cm
- ウエスト：34 cm
- ヒップ：64 cm

第二弾『アスタナシア（アーニャ）』
ネコをモチーフとしている。
- 身長：66 cm
- バスト：49 cm
- ウエスト：46 cm
- ヒップ：51 cm

第三弾『寧々』
イヌをモチーフとしている。
- 身長：68 cm
- バスト：49 cm
- ウエスト：47 cm
- ヒップ：52 cm

第四弾『ベアトリーチェ（ビーチェ）』
ウサギをモチーフとしている。肘および手首が屈曲可能となった。
- 身長：67 cm
- バスト：39 cm
- ウエスト：39 cm
- ヒップ：55 cm

第五弾『紅葉 ＆ 楓』
キツネをモチーフとしている。
- 身長：67 cm
- バスト：42 cm
- ウエスト：38 cm
- ヒップ：48 cm

第六弾『マリー』
ネコをモチーフとしている。
- 身長：68 cm
- バスト：48 cm
- ウエスト：47 cm
- ヒップ：52 cm